# Xanthocryptus luteus
Xanthocryptus luteus là một loài tò vò trong họ Ichneumonidae.